# Liste der bayerischen Gesandten in Baden
Dies ist eine Liste der bayerischen Gesandten im Großherzogtum Baden.  

## Gesandte
1803: Aufnahme diplomatischer Beziehungen
...
- 1810–1816: Emanuel von Freyen-Seyboldsdorf (1777–1832)
- 1816–1829: Friedrich von Reigersberg (1774–1840)
- 1829–1835: Johann Nepomuk von Tautphoeus (1765–1835) Resident in Stuttgart
- 1835–1837: Carl von Gasser (1783–1855)
- 1837–1843: Karl August von Oberkamp (1788–1850)
- 1844–1845: Ferdinand von Verger (1806–1867)
- 1845–1848: Klemens August von Waldkirch (1806–1858)
- 1848–1848: Ludwig von Paumgarten-Frauenstein (1821–1883)
- 1848–1849: unbesetzt
- 1849–1854: Ferdinand von Verger (1806–1867)
- 1854–1867: Konrad Adolf von Malsen (1792–1867)
- 1867–1871: Eduard Riederer von Paar zu Schönau (1832–1892)
- 1871–1887: Carl Johann Friedrich von Niethammer (1831–1911) Resident in Bern
- 1887–1909: Otto von Ritter zu Groenesteyn (1864–1940) Resident in Stuttgart
- 1909–1918: Karl Moy de Sons (1863–1932) Resident in Stuttgart

1918: Aufhebung der Gesandtschaft